# هپمنن ۱۹۸۵
سیارک ۱۹۸۵ (به انگلیسی: 1985 Hopmann، نامگذاری:1929AE) هزار و نهصد و هشتاد و پنجمین سیارک کشف شده‌است که در ۱۳ ژانویه ۱۹۲۹ و در هایدلبرگ کشف شد.
قدر مطلق سیارک برابر ۱۰٫۸۰ است.